# Children
"Children" là một bản hòa tấu không lời của nhạc sĩ trance người Ý Robert Miles. Nó được phát hành vào tháng 1 năm 1995 trong EP Soundtracks của Joe Vanelli qua hãng đĩa DPX, song không được xếp hạng. Venelli mang ca khúc tới một hộp đêm ở Miami và được Simon Berry của Platipus Records chú ý. Berry cùng Vanelli và James Barton (từ hộp đêm Cream ở Liverpool) cho phát hành ca khúc sau đó vào tháng 11 dưới dạng đĩa đơn cho album Dreamland. Ca khúc trở thành đĩa đơn thành công nhất sự nghiệp của Miles, giành chứng chỉ Vàng và Bạch kim, ngoài ra còn đạt vị trí quán quân ở 12 quốc gia khác nhau.

## Tiểu sử và sáng tác
Miles đã tiết lộ hai nguồn cảm hứng chính để tạo nên "Children". Một là để đáp lại những bức ảnh các nạn nhân trẻ em trong chiến tranh mà bố ông đã mang về nhà từ một sứ mệnh nhân đạo ở Cộng hòa Liên bang Xã hội chủ nghĩa Nam Tư; những sáng tác khác, lấy cảm hứng từ sự nghiệp bản thân như một DJ, là tạo ra một ca khúc kết thúc bộ DJ, mục đích để trấn an ứng viên đầu tiên lái xe về nhà như một phương tiện để giảm tử vong tai nạn xe hơi.
"Children" là một trong những bài hát tiên phong của thể loại âm nhạc Dream house, một thể loại nhạc dance điện tử đặc trưng bởi những giai điệu đàn piano giống như giấc mơ . Việc tạo ra các ngôi nhà mơ ước là một phản ứng với áp lực xã hội ở Ý vào đầu những năm 1990: sự phát triển của nền văn hóa ca ngợi ở người lớn, và sự phổ biến tiếp theo tham dự câu lạc bộ đêm, đã tạo ra một xu hướng hàng tuần các ca tử vong do tai nạn xe như hộp đêm lái xe đến đất nước qua đêm, ngủ ở bánh xe từ nhảy múa vất vả cũng như rượu và dùng ma túy. Vào giữa năm 1996, tử vong do hiện tượng này, được gọi là strage del Sabato huyết thanh (Thứ bảy đêm giết mổ) tại Ý, đã được ước tính khoảng 2.000 kể từ đầu thập kỷ này. Ăn theo các DJ như Miles để chơi chậm hơn, làm dịu âm nhạc để kết thúc bộ một đêm, như một phương tiện để chống lại các bài có nhịp độ nhanh, lặp đi lặp lại trước đó, đã được đáp ứng với sự chấp thuận của chính quyền và cha mẹ của các nạn nhân tai nạn xe hơi.
Nhà phê bình Boris Barabanov khẳng định sự giống nhau giữa "Children" và bài hát "Napoi menia vodoi" của Garik Sukachov, và thừa nhận bài hát "Napoi menia vodoi" được viết trước "Children". Ca sĩ Nga Garik Sukachov giải thích rằng ông đã đồng ý về việc sử dụng giai điệu của mình bởi các đối tác Ý.

## Xếp hạng
| Bảng xếp hạng (1996)                 | Vị trí cao nhất |
| ------------------------------------ | --------------- |
| Úc (ARIA)                            | 5               |
| Áo (Ö3 Austria Top 40)               | 1               |
| Bỉ (Ultratop 50 Flanders)            | 2               |
| Bỉ (Ultratop 50 Wallonia)            | 1               |
| Canada (RPM)                         | 21              |
| Canada Dance (RPM)                   | 1               |
| Đan Mạch (Tracklisten)               | 1               |
| Châu Âu (European Hot 100 Singles)   | 1               |
| Phần Lan (Suomen virallinen lista)   | 1               |
| Pháp (SNEP)                          | 1               |
| Đức (Official German Charts)         | 1               |
| Ireland (IRMA)                       | 2               |
| Ý (FIMI)                             | 1               |
| Hà Lan (Dutch Top 40)                | 3               |
| Hà Lan (Single Top 100)              | 3               |
| New Zealand (Recorded Music NZ)      | 4               |
| Na Uy (VG-lista)                     | 1               |
| Scotland (OCC)                       | 1               |
| Tây Ban Nha (PROMUSICAE)             | 1               |
| Thụy Điển (Sverigetopplistan)        | 1               |
| Thụy Sĩ (Schweizer Hitparade)        | 1               |
| Anh Quốc (OCC)                       | 2               |
| Anh Quốc Dance (OCC)                 | 1               |
| Hoa Kỳ Billboard Hot 100             | 21              |
| Hoa Kỳ Adult Pop Airplay (Billboard) | 23              |
| Hoa Kỳ Dance Club Songs (Billboard)  | 1               |
| Hoa Kỳ Pop Airplay (Billboard)       | 17              |
| Hoa Kỳ Rhythmic (Billboard)          | 32              |

| Bảng xếp hạng (1996)                 | Vị trí |
| ------------------------------------ | ------ |
| Australia (ARIA)                     | 32     |
| Austria (Ö3 Austria Top 40)          | 4      |
| Belgium (Ultratop 50 Flanders)       | 4      |
| Belgium (Ultratop 50 Wallonia)       | 6      |
| Canada Dance (RPM)                   | 1      |
| Denmark (Tracklisten)                | 3      |
| Europe (European Hot 100 Singles)    | 1      |
| Finland (Suomen virallinen lista)    | 3      |
| France (SNEP)                        | 7      |
| Germany (Official German Charts)     | 2      |
| Italy (FIMI)                         | 3      |
| Netherlands (Dutch Top 40)           | 8      |
| Netherlands (Single Top 100)         | 16     |
| New Zealand (Recorded Music NZ)      | 31     |
| Norway Christmas Period (VG-lista)   | 1      |
| Norway Spring Period (VG-lista)      | 1      |
| Sweden (Sverigetopplistan)           | 4      |
| Switzerland (Schweizer Hitparade)    | 3      |
| UK Singles (Official Charts Company) | 8      |
| US Billboard Hot 100                 | 65     |
| US Hot Dance Club Songs (Billboard)  | 27     |

| Bảng xếp hạng (1990–99)              | Vị trí |
| ------------------------------------ | ------ |
| France (SNEP)                        | 33     |
| UK Singles (Official Charts Company) | 53     |

## Chứng nhận
| Quốc gia                                                                           | Chứng nhận | Số đơn vị/doanh số chứng nhận |
| ---------------------------------------------------------------------------------- | ---------- | ----------------------------- |
| Úc (ARIA)                                                                          | Vàng       | 35.000^                       |
| Pháp (SNEP)                                                                        | Bạch kim   | 500.000*                      |
| Đức (BVMI)                                                                         | Bạch kim   | 500,000^                      |
| Na Uy (IFPI)                                                                       | Bạch kim   | 50,000*                       |
| Thụy Điển (GLF)                                                                    | Vàng       | 10,000^                       |
| Thụy Sĩ (IFPI)                                                                     | Bạch kim   | 50.000^                       |
| Anh Quốc (BPI)                                                                     | Bạch kim   | 600.000^                      |
| * Chứng nhận dựa theo doanh số tiêu thụ. ^ Chứng nhận dựa theo doanh số nhập hàng. |            |                               |